# Sarcophaga aurescens
Sarcophaga aurescens är en tvåvingeart som först beskrevs av Guilherme A.M.Lopes 1967.  Sarcophaga aurescens ingår i släktet Sarcophaga och familjen köttflugor. Inga underarter finns listade i Catalogue of Life.